# 마디낫 하마드 스타디움
마디낫 하마드 경기장(아랍어: ملعب مدينة حمد, 영어: Madinat Hamad Stadium)은 바레인 하마드타운에 있는 다목적 경기장이다. 현재는 주로 부다이야 클럽의 홈구장으로 사용된다.